# 1595 Tanga
1595 Tanga è un asteroide della fascia principale del diametro medio di circa 22,21 km. Scoperto nel 1930, presenta un'orbita caratterizzata da un semiasse maggiore pari a 2,6443929 UA e da un'eccentricità di 0,1125101, inclinata di 4,16345° rispetto all'eclittica.
L'asteroide è dedicato all'omonima località della Tanzania.